# Cuphea viscosa
Cuphea viscosa là một loài thực vật có hoa trong họ Lythraceae. Loài này được Rose ex Koehne mô tả khoa học đầu tiên năm 1909.